# Mače
Mače  è un comune della Croazia di 2 715 abitanti della regione di Krapina e dello Zagorje.